# Station Castres
Station Castres is een spoorwegstation in de Franse stad Castres.